# Ranger 6

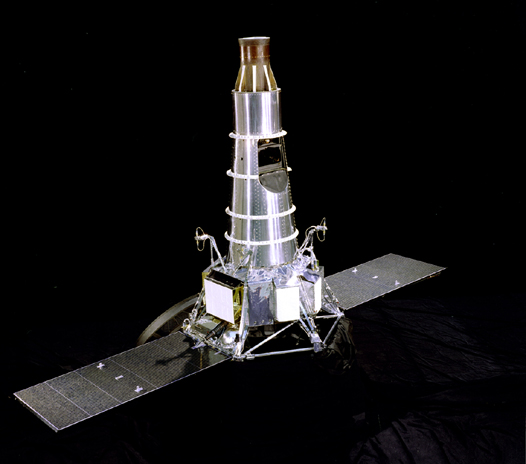
A sonda Ranger 6

A Ranger 6, foi a sexta sonda do Programa Ranger. Lançada em 30 de janeiro de 1964, seu objetivo era:
transmitir fotos da superfície da Lua antes do impacto. Esta sonda levava seis câmeras de TV do tipo VIDCON, duas grande angulares,
e mais quatro outras.
A Ranger 6, foi lançada por um foguetes Atlas-Agena B numa órbita de espera, e em seguida numa trajetória de Injeção translunar.
Apesar de a trajetória ser a correta e o impacto na Lua ter ocorrido em 2 de fevereiro de 1964, 65,5 horas depois do lançamento na na borda
oriental do Mare Tranquillitatis (mar da tranquilidade), aparentemente, devido a um curto circuito ocorrido logo após o lançamento,
nenhuma imagem foi transmitida.